# 沖縄トラフ

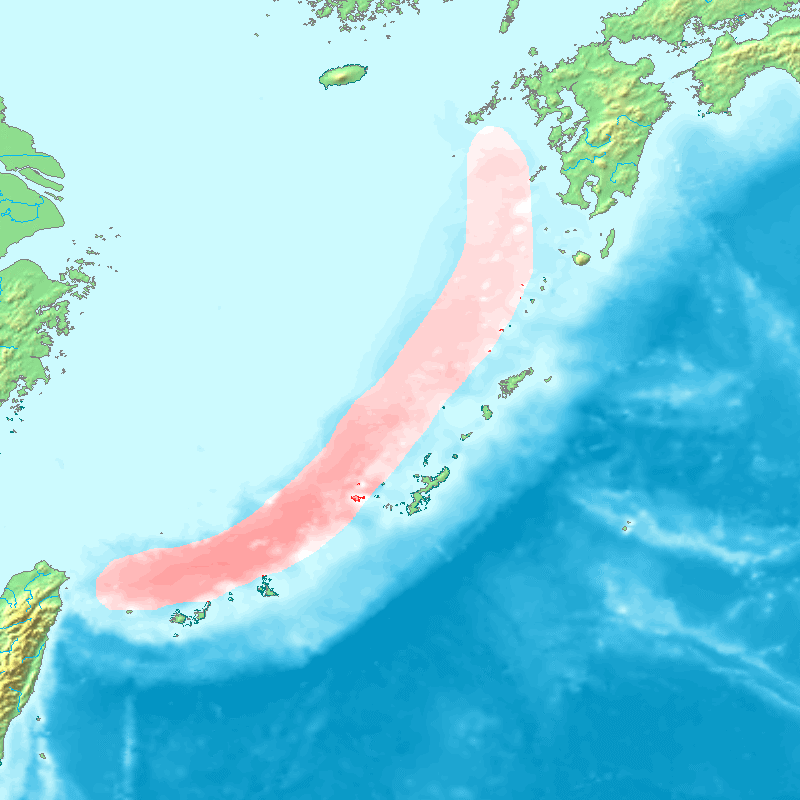
沖縄トラフの位置（ピンク色の部分）

沖縄トラフ（おきなわトラフ、Okinawa Trough）は、南西諸島・琉球列島の北西側に位置するトラフ。

## 概要
九州の西方から台湾島の北方まで、琉球列島の西側に沿った円弧状の、長さ約1000 km、幅約200 kmの細長い海底の窪みである。東シナ海で最も深い海域であり、最も深い部分で深さ約2200 km。
現在も形成中の背弧海盆で、琉球海溝からフィリピン海プレートがユーラシアプレートの下に沈み込み、沈み込んだプレートが上部–下部マントル境界付近に溜まり（スタグナントスラブ）、溜まったスラブが冷えて更にマントル内部に深く落下する際に地殻を一緒に引き込んだ窪地が、沖縄トラフであると考えられている。
沖縄トラフの北端は別府-島原地溝帯、南端は台湾島の収束型境界に連続する。
琉球列島の側のプレートを、沖縄プレートとして、マイクロプレートとして分類することもある。この場合、大陸棚の側のプレート自体は、ユーラシアプレートではなく、揚子江プレートと分類されることもある。
約200万年前ごろから拡大を開始し、現在の沖縄トラフの拡大速度は北部で10 mm/年、中部で25–30 mm/年程度、南部で35–50 mm/年程度と、北から南に向かって増加していく。五島列島や尖閣諸島は、沖縄本島などから見て沖縄トラフを挟んだ反対側に位置しており、年々その距離が遠ざかっている。

## 政治
近年の中華人民共和国政府は、東シナ海ガス田問題などに絡み、沖縄トラフを自国の大陸棚権原の外縁とし、日中の経済主権の境界であると主張しており、これに対し、日本政府は沖縄トラフではなく、中間線方式を主張している。